# Prognathodes guyanensis
Prognathodes guyanensis is een  straalvinnige vissensoort uit de familie van koraalvlinders (Chaetodontidae). De wetenschappelijke naam van de soort is voor het eerst geldig gepubliceerd in 1960 door Durand.
De soort staat op de Rode Lijst van de IUCN als niet bedreigd, beoordelingsjaar 2009.